# Ghiacciaio Krank
Il ghiacciaio Krank è un ghiacciaio tributario lungo circa 9 km situato nella regione sud-occidentale della Dipendenza di Ross, nell'Antartide orientale. Il ghiacciaio, il cui punto più alto si trova a circa 2100 m s.l.m., si trova nella regione meridionale dei monti della Regina Elisabetta, nell'entroterra della costa di Shackleton, e fluisce verso ovest a partire dal versante orientale del monte Lecointe fino a unire il proprio flusso a quello del ghiacciaio Helm, nei pressi del fianco meridionale del monte Macbain.

## Storia
Il ghiacciaio Krank è stato mappato da membri dello United States Geological Survey (USGS) grazie a fotografie aeree scattate dalla marina militare statunitense nel periodo 1960-62, e così battezzato dal Comitato consultivo dei nomi antartici in onore di Joseph P. Krank, meteorologo di stanza alla base Little America V nell'inverno del 1957.